# Tartaroblatta beybienkoi
Tartaroblatta beybienkoi är en kackerlacksart som beskrevs av Harz 1985. Tartaroblatta beybienkoi ingår i släktet Tartaroblatta och familjen småkackerlackor. Inga underarter finns listade i Catalogue of Life.